# Луизаго
Луиза̀го (на италиански: Luisago; на ломбардски: Luisagh, Луизаг) е малко градче и община в Северна Италия, провинция Комо, регион Ломбардия. Разположено е на 327 m надморска височина. Населението на общината е 2750 души (към 2017 г.).